# قوم يابا
قوم يابا هي مونودراما فلسطينية لمده 40 دقيقة تتحدث عن (الصراع الفلسطيني الإسرائيلى) وعن معاناة الشعب الفلسطيني الممزق في الشتات منذ حرب 48 وحتى يومنا هذا عرضت لأول مره في وقت العدوان على غزة 2008 وهي تنتمى لنوع مسرحى جديد يسمى ب مسرح الشنطه أو مسرح الشارع وهي من إخراج وأداء الممثل والمخرج قاسم الإسطنبولي وهي مأخوذه من روايه الذاكرة ل سلمان ناطور.

## نبذه عن النص
هذه المسرحية ماخوذه عن الذاكرة هي روايه من ثلاثيه فلسطينية كتبها سلمان ناطور (الذاكرة، سفر على سفر، الانتظار) وهي ثلاثه أعمال لهذا الكاتب الفلسطيني الاصل وهو من عرب 48 وكانت فلسطين دائما هي همه الأول والأخير وهذه الذاكرة عباره عن جمع لتجارب شخصيه وحياتيه لبعض المسنين الفلسطينيين الذين عاصروا ما قبل حرب 48 وتقسيم فلسطين هذا بجانب تجربه الكاتب ذاته فيروى كل منهم مجموعه من الذكريات وقام سلمان ناطور يعنونه كل قطعه في هذا النص بأسلوبه الكتابى الخاص ولكن ظلت اللغة الفلسطينية كما هي حيث تعمد سلمان ناطور ابقائها كما هي لتكون الذكرى أكثر التصاقا بالفلسطيني الذي عاصرها.

### هدف المؤلف
ان نجعل من هذه الذكرى ات الصعبة حافزا للتقدم ولاسترداد الأراضي الفلسطينية. حيث يقص عليه المسنين تلك الذكريات قائلين اعلموا ما حدث كى لا تتكرر الأخطاء. ويعبر سلمان ناطور نفسه عن هدفه أو غايته قائلا (الذاكرة هي ذاكره الحياة والموت معا) فهو لم يكتبها ليعد ويحصى اعداد موتى وليدمى معها قلوب بل لتحى ذاكره هي الوسيلة والغاية يقول أيضا معبرا عن غايته من هذا العمل (لست مؤرخا ولا ابحث عن الحقيقة. اترك الحقيقة للجان التحقيق والمؤرخين. انا كاتب يبحث عن وجه من وجوه الحياة.ابحث عن الجميل في هذه الحياة وعن الإنسانى وعن الخير وعن السلام ولا يمكن ادراك هذه القيم دون مواجهه نقائضها.وهل يمكن أن تفهم معنى السلام ان لم تذوق معانى الحب...بعد عده سنوات سنصبح نحن ابطال ذاكره الأدب.نحن الذين نصوغ هذه الذاكرة لتبقى حيه ومنها نتعلم ونعلم.. لا للنسيان ولا للاستسلام ولا للتنازل عن الحق.)
ويقول أيضا (انها ذاكرتى الخاصة، وفي الوقت نفسه ذاكره شعبي، ذاتيه وجماعيه، لى وحدى ولنا جميعا، عنى كمن لا يحتفل بيوم ميلاده وعنا كمن نحتفل بمناسبات موتنا واستشهادنا)

## نبذه عن المخرج
اخرج هذه المسرحية المخرج والممثل اللبنانى الفلسطيني (قاسم الإسطنبولى) الذي كان لقب ب مخرج القضية (القضية الفلسطينية) بسبب اهتمامه البالغ بهذه القضية الفلسطينية على مستوى أعماله الفنية كلها والتي امتازت باتجاهها السياسى.قاسم الإسطنبولى هو مخرج من أب لبنانى وام فلسطينية من عرب 48 والمسرحية بالنسبة له.
صحوه وتنشيط لذاكره العرب جميعا لتاريخ فلسطين وشعبها الممزق في الشتات لانه بدون الذاكرة لا توجد قضيه.

## الحبكة
تبداء المسرحية لنرى قاسم الإسطنبولى المخرج والممثل الوحيد على الخشبة وعلى طوال العمل ومعه بضع الاكسسوارات المسرحية البسيطة التي تتوائم وطبيعه النوع المسرحى (مسرح الشارع) فهي سهله الحمل واليمكن الترحال بها فيبداء بأداء صامت يقوم من خلاله اولا بحركات تميل للبدائية ثم يقوم بالقاء مفاتيح من تلك الشنطه التي نراها على المسرح ثم يركبها (الشنطه)وكانها سفينه أو قارب نجاه ومستخدما عصا خشبيه ك مجداف ويبحر قليلا ثم يفتتح أولى كلامه على الخشبة ب جمله مكثفه لتواريخ حروب عديده تلك التواريخ تحمل حروب وذكريات سيئه للناس وله هو، هي تواريخ ميلاد وحياة عاصرها فيقول انه ولد في (حرب 48) ودخل إلى المدرسة في حرب السويس (العدوان الثلاثى على مصر) (تحالفت فيه كل من فرنسا - بريطانيا - إسرائيل) وكان في الثانوية في (حرب حزيران) - النكسة 67- وتزوج في حرب أكتوبر وولد ابنه الأول بحرب إيطاليا والثاني بحرب لبنان ومات والده في حرب الخليج فتوقف عن الإنجاب تحسبا لوقوع حروب أخرى.
ويبداء بعد ذلك بتعريفنا بذاته كبطاقه هويه ولكنها جديده فأصله كفلسطيني ممزوج بتاريخ فلسطين وكل مواطنيها
فالاسم طبعا سيكون إنسان وتاريخ الميلاد حرب 1948 الجنسية غير مرغوب فيها محل الإقامة سجن كبير الهواية الركض الذي يعبر عته بانه هوايه الفلسطينين الأولى دائمين عليها اما اخوته فيقول انهم كثر ولكنهم مشتتين ومفرقين بين بلدان عديده فمنهم من في مصر ومن في الأردن ومن في السعودية اما طموحه فيتمثل في رغبته بالاحتفال بعيد ميلاده الذي يتعمد نسيانه لانه تاريخ غير محبوب له ولكل الفلسطينين فلا يسعه ان يحتفل بتاريخ حرب 48.
ليبداء بعد ذلك بالنداء على ابنه محمد ليذهب إلى المدرسة ويستعيض عن ابنه بدميه جالسه بجانبه على الأرض ويناجيها ويدفع بداخله امل لكى يقوم، ويتمثل هذا الامل في تدخل العرب ودخول الجيوش العربية لفلسطين وانهم سيحرروها وفتحوا المعابر وكأن الابن ينام من خوفه فيوقظه بان يبث في قلبه طمأنينه من احلامه. ثم يعبر من خلال شخصيه ابنه محمد عن الطفولة في فلسطين والأطفال الذين لم يكن ابدا موضوع حياتهم هو الضرب والاستشهاد والعنف ولكنهم رأوه باعينهم فبدلا من أن يجيب محمد ابنه عن جدول الضرب اجاب باستشهاد ومستشفى لان مفهوم الضرب اختلط عليهم
ليحدثنا بعد ذلك عن السلام ومبعوثى الامم المتحدة للسلام التي لم تفعل شيئا فالجدار العازل موجود وقسمت فلسطين وأصبح اهلها لاجئين.ويتحدث عن (كوندليزا رايس) التي قامت بجولات في فلسطين وزارت بلدانها وقالت بان من حق هم العيش بسلام وامان ومن حقهم التعلم بمدارس جديده ونادت ببناء شرق أوسط جديد وأيضا يذكر مجلس الامن الذي لم يكف عن اتخاذ القرارات في الصراع الفلسطيني الإسرائيلى واصف اياها بقرارات (البيت الأبيض) التي ظلت ارقام واعداد واكتفت بذلك. ثم يمر إلى العرب الذين اكتفوا بالمشاهدة على حد وصفه والبكاء مذكرا اياهم بانهم يد واحده وكل تلك المقاطع لم تكن فقط من ذاكره سلمان ناطور وانما هي مزيج بينها وبين افكار وتجارب اشخاص آخرين وهي تعبيرا عن معاناه الفلسطينين. وعندما يموت ابنه تكون الشنطه هي ذاتها كفن للدميه التي حولت الطفولة إليها هنا يقوم بشعائر جنائزيه إسلامية ومسيحية فيقيم الصلاة على الميت ويقوم برسم الصليب ويكملهم بحركات صوفيه وكانه يخلص روحه من شيء
ثم يقص علينا قصه الشعر التي يجسد فيها مزيج بينه وبين ناظر المدرسة الذي جعل على الشعر وعلى التعبير قيود في القرن ال21 فيكون الناظر يتشكيل جسمانى مختلف ونبره مختلفه ثم يعود مره أخرى ليكون الطالب.ومن تلك الذكريات يعود بنا إلى وعد بلفور وعام 1917 الذي كان بمثابه وعد من بريطانيا في وقت انتدابهأعلى فلسطين بحق اقامه دوله إسرائيلية على هذه الأراضي وطبعا لم يلاقى ذلك قبول فلسطينيى فخرج الجميع في مظاهرات تندد بوعد بلفور وتنادى بسقوطه. ثم يستعرض كيف كان الانتداب مساعدا على ارض الواقع للجانب الإسرائيلى ومنفذا لوعده فكانت البيوت الفلسطينية تأخذ من اصحابها وتحول إلى مستوطنات محميه للإسرائيلين ومن يقترب يتهم بالتعدى على املاك الغير ثم يستطرد قائلا بان جنسيته الغير مرغوب فيها أصبحت تهدد استقرار جميع الدول ففى زياره إلى بريطانيا بمجرد رؤيه الجنسية الفلسطينية احيط بكردون امنى وبداء التفتيش تحسبا لحمل اسلحه أو (بارود) على حد قوله الذي كان في الحقيقة نبات الزعتر فلم يفرقونه عن البارود رغم وجودهم في بلد عربية ل 30 عاما كانت فترة الانتداب البريطانى على فلسطين فالزعتر هو إحدى الأسلحة فهو مقوى للذاكره التي لا يراد للشعب الفلسطيني الا محوها. ويمثل الصراع العربي الإسرائيلى كمباراة للقمه بين مصر والأردن والسعودية كفريق وإسرائيل ب روئساء وزاراتها كفريق لينتهى بانتصار ورقصه تشبه الدبكة يقوم بها قاسم الإسطنبولى ثم يعبر بسؤال عن نفسه وعن اجيال واجيال خلقت بالحرب لماذا خلقوا بالحرب ولماذا الجميع ضدهم كشعب؟ فأصبحوا يشعروا بانهم في مسرحية من انتاج أمريكي واخراج إسرائيلى وتمثيل عربى والعرض مفتوح بلا تذاكر والجميع يتفرج ولكن بدون احساس ثم يتشبث بمفاتيح داره بفلسطين ليعود في مناجاته التي كانت تفصل كل مقطع ليحمل في النهاية الدمية الأخرى التي صنعت من الخشب ليحدث إسرائيل بان تكف عن الضرب فلم يتبقى غيره في المخيم ويخرج في نهايه العمل وهو متوشحا بالعلم الفلسطيني وحاملا له.

## اللغة
تنقسم اللغة في هذه المسرحية إلى جزئين مهمين اولهما لغه الرواية الماخوذ عنها العمل والتي اختارها الكاتب واللغة الثانية هي لغه العرض

### لغه الرواية
كتبت هذه الرواية باللغة العربية الفلسطينية الشعبية حيث لم يرغب الكاتب سلمان ناطور إضافة لغته الأدبية الخاصة أو تغيير أي لفظ أو كلمه نطق بها اصحاب الذكريات ذاتهم فكانت هناك العديد من الكلمات العاميه (الشعبية الفلسطينية) في العمل بجانب بعض الكلمات العبريه المكتوبه باللكنة الفلسطينية وربما سميت بها بعض عناوين القطع في العمل وكان ل ناطور هدف في ذلك في أن تحمل البساطة والعمق في الوقت ذاته فيقول (جمعت مئات الحكايات وصغتها من جديد وصرت اقرأها وأرددها على مسامع الغير، أقراها ولكن شيئا فشيئا صارت الشخصيات تتمرد على النص، كان يخيل لى وأنا اقرائها بلغتى الأدبية ان الشيخ أبو على من أم الزينات يخرج من الحكاية ويقول لى: ما هكذا قلت لك، وما هذه جملى بل جملك أنت، قلها كما قلتها ولا تزيف، بكلماتى ونبرتى ولهجتى. هذه الشخصيات نهضت من النص الأدبي متمرده لانها لا تحتمل البلاغة بل البساطة.ووجدتنى اخضع لها فتنازلت عن بلاغه الصياغة واخذت بلاغه البساطة، إلى أن استحوذتنى هذه الشخصيات واستحكمت في اللاوعى فدفعتنى إلى المسرح لا كاتبا وحسب بل ممثلا أيضا.) هكذا عبر ناطور عن رغبته في ابقاء اللغة التي رويت بها عليه الحكايات ممن عايشوها لتكون بلغتها موصله ومعبره.

### لغه العرض
اما لغه العرض فكانت أكثر تشبثا بالفلسطينية فكان الإسطنبولى لا يستخدم غيرها وكان هذا التشبث هو ناتج عن التمسك بفلسطين وبالأراضي الفلسطينية وكأنه توثيق لتلك الجنسية الغير مرغوب فيها على حد تعبيره فأخذ المقاطع من لدى ناطور كما هي حتى ما إضافة قاسم للنص كان بلغه الراوى وحتى الأغاني التي استخدمها كانت بذات اللهجة الفلسطينية ومن الجدير بالذكر ان المسرحية كانت تعرض في باريس أو إسبانيا أو في أي بلد كانت بنفس اللغة رغم أن هدف الإسطنبولى كامن في ايصال القضية إلى الغرب ومن اهتماماته ان تعرض للغرب ليعرف ما ينقصه من حقائق ولكنه اعتمد على المسرح والفنون المسرحية في توصيل رسالته وعلى ادائه الجسدى وبقيت اللغة وكانها اثبات لفلسطين وتمسكا بالهوية العربية الفلسطينية

## المونودراما
ينتمى هذا العمل إلى فن المونودراما الذي يقوم على ممثل واحد يقوم بسرد الأحداث ويكون هو الممثل الوحيد المخول له الحديث والا فقد العرض خاصيه المونودراما وتتضافر كل العناصر المسرحية الأخرى بالإضافة لهذا الممثل ويقدمها هنا قاسم الإسطنبولى متأثرا بأسلوب الحكواتى البريختى أو (الراوى) فهو يقوم بسرد ذكريات أو احداث حقيقيه ليست شخصيه فقط وانما خاصه باخرين وهذا الإطار الفنى هو الأكثر ملائمه لاحداث تمت منذ زمن ولا يمكن اعادتها على المسرح سواء كانت في الماضي القريب أو البعيد وهي أيضا مرتبطه بالمسرح التوعوى لدى بريخت فمسرح بريخت كان يهدف إلى التوعية وادراك المتلقى للرسالة التي بيثها العمل وليس إلى اثاره العاطفة من خلال تقمص الممثل للشخصيه. وبتشابه الهدف هنا بين قاسم الإسطنبولى المتاثر ببريخت وبين اهداف بريخت ذاته فيستخدم قاسم هذا الفن المسرحى لتوعيه الجمهور ولانه هو الاقرب إلى الحكى المراد واثاره الذاكرة وإلى توصيل الرسالة المرجوه من العرض، فيقوم قاسم الإسطنبولى بعرض مدته 40 دقيقه يسرد فيها ذكريات له ولاخرون ولحكايات جمعها سلمان ناطور لكى يوصلها للغرب الذي لايعرف بها ولكى ينقل معاناه هذا الشعب المشتت، ويعتمد قاسم هنا على ادوات مثل الدمى وشنطه وبعض الاكسسوارات ويمكن في فن المونودراما ان يكون هناك اشخاص على خشبه المسرح ولكنهم غير مسموح لهم بالكلام فالكلام والسرد هنا للممثل الواحد ونظرا لان قاسم يقدم عمل اشبه بالمناجاة لابنه فأنه كان من الملائم استبدال الممثلين بالدمى لاظهار البعد النفسى.

## الحكى والذاكرة
عاده يرتبط الحكى بالذاكرة وخاصه عندما نخشى من النسيان فإننا نحكى ويكون هذا الفعل الكلامى مستدعيا بدوره نوع آخر من الأفعال وهو فعل السمع فلابد عند توفر راوى توفر مستمعين وياتى دور المخرج في اختيار المستمع وفي المسرح البريختى كان الراوى يقوم بفعل يستدعى نشاط أكبر من قبل المتلقى حيث يقوم بفعل السمع وبجانبه فعل آخر وهو الإدراك الذي ينتج عنه التغيير كذلك في هذه المسرحية الحكى هنا هو روايه وتوثيق لذاكره يخشى عليها من النسيان وادراك لما حدث للانتباه لما هو آت.كذلك أيضا كان هدف سلمان ناطور الذي قال ان لابد ان تكون هذه الذكرى هي الدافع للفعل أي استرداد الأراضي الفلسطينية وأيضا بناء دوله كما استغل الإسرائيليون ذاكره الهولوكوست لبناء دوله جديده.

## الحس افكاهى
يرتبط الحس الفكاهى بالمسرح الفلسطيني والأدب الفلسطيني والعربي كله ففى الذاكرة مثلا نرى سلمان ناطور قد استخدم أسلوب السخرية والفكاهة ليخرج بالجو العام من الكآبة التي قد يسببها الحزن الناتج عن تلك المعاناة فيستخدم ناطور سخريه سوداء حيث تضحك المتفرج ليخرج من همومه ولكنها تحمل بعض الإلآم في داخلها ويكاد يكون أسلوب ناطور الساخر هو إحدى مميزاته وفي العملو تماهت تلك الخاصية مع عفويه كبار السن الذين قصوا عليه ذكرياتهم فامتزج كل منهما في العمل فبرغم الذكريات المؤلمه إلا أن من السهل على القارئ الاستمتاع خلال قرائته وهذا ما استغله أيضا قاسم الإسطنبولى الذي كان شرطا من شروط مسرح الشارع ان يكون العمل جذاب للمتفرج فكان الحس الفكاهى عامل كبير من العوامل التي اضفت على العمل قبوله فكانت هناك قفشات هي من وحى الفلسطينين وحياتهم وخففت من العرض وشده المعاناة، هذا الأسلوب الساخر سمه أيضا من سمات الفلسطينين الذين يحاولوا تحويل كل الصعاب إلى نكات أو فكاهه ليخففوا من ضغوط الحياة.

## الشكل المسرحى
تنتمى هذه المسرحية إلى نوع مسرحى جديد يسمى ب مسرح الشنطه أو مسرح الشارع وهو أكثر أنواع المسرح قربا من قلب مخرج العمل قاسم الإسطنبولى حيث يرى ان هذا النوع من المسرح يصل أكثر إلى الجمهور دون عناء

### نبذه عنه
هو نوع من أنواع الفنون الادائية المختلفة حيث تكون مفتوحه الفضاء وتكسر حيز الفضاء المسرحى أو القالب المتعارف عليه ويضم هذا المسرح العديد من اشكال الفرجة ويستخدم عاده ليصل هو إلى جمهوره في الساحات والميادين والحدائق العامة والأسواق أي انه يعرض في أكثر الأماكن تواجدا للجماهير المتفرجه.فعندما ينشغل الناس بحياتهم الخاصة لا يتسنى لهم الوقت لحضور عرضا خاصا.

### بعض استخداماته
استغلت العديد من السياسات والايديولوجيات هذا الإطار الشكل المسرحى ليكون ترويجا لها أو لافعالها فمثلا استغله الأمريكان في الترويج لللمسرح الأمريكي أو لاحدى الفرق الاميريكيه أو حتى لاحدى العروض
اما في وقت المد الشيوعى كان هذا المسرح هو وسيله كبرى في نشر هذا الفكر وتشجيع للجماهير على فهم حقوقهم والمطالبة بها فكانت الطبقات العماليه في فرنسا وفي الصين تستغل هذا النوع المسرحى للتوعية والمطالبة بالعدالة الاجتماعية 

## فعاليات هذا الشكل المسرحى
1. تتمثل المهمة الأولى دائما في هذا الفن المسرحى في عثور الفنان على الجمهور فتعد الأماكن الأكثر امتلاء بالجمهور وأماكن انتظاره الطويل وأكثر الأماكن تجمعا في الأحداث أو المناسبات الاجتماعية هي الخيار الأفضل دائما وحرص قاسم الإسطنبولى في هذا العرض على اختيار الموضوع والمكان والزمان المناسبين فاول ما عرضت قوم يابا كانت بالفضاء المفتوح بالشارع اما السفارة المصرية والامريكيه وامام مبنى الأسكو في بيروت وفي الجامعات وجولات في المخيمات كل ذلك ابان العدوان على غزه عام 2008
2. من هذه النقطة ذاتها انطلق العمل إلى ثاني أبرز نقاط مسرح الشارع الا وهي جذب انتبا الجمهور الذي عاده ما يحدث بان يكون العرض به مغنى وراقصين وفنانى تمثيل صامت.مع ارتداء ملابس ملونه فكانت المعادلة الأصعب هي في تحقيق قاسم الإسطنبولى لهذا الهدف بمسرحه السياسى التوجه فاختار أماكن ذات بعد سياسى وفي اوقات مشحونه باحداث قويه مستعيضا بذلك عن الزخارف الأخرى من ملابس ملونه واصوات صاخبه بل اكتفى بموسيقى مصاحبه للاحداث وادائه الجسدى وقضيه هي موضوع الساعة.

اما النقطة الثالثة هي ان يحمل العمل رساله لينقلها لاعداد كبيرة حضرت هذا العرض فليس الإمتاع وحده هو الهدف ولكن لابد من رساله أو قيمه للعمل ففى الأعمال البريختيه مثلا كانت الأعمال تحمل رساله عن أهمية المطالبة بالثورة والتغيير لهذا النظام الراسمالى السائد حينها وخاصه ان مسرح الشارع هو في حد ذاته إحدى أكبر وسائل التوعية وتتضح الرسالة هنا باتضاح المضمون فالقضية الفلسطينية هي المبتغى من العرض كله والصراع العربي الإسرائيلى هو الوسيلة فاستخدام روايه الذاكرة التي تحمل هي نفسها رساله بجانب رساله المخرج كل ذلك يدعم القضية الفلسطينية التي يعرضها قاسم.
1. وتاتى الرسالة التي حملها العمل كهديه عقليه أو شعوريه يتركها العمل في متفرجيه فيذهب المسرح ويحتفظ الجمهور بشئ من العرض معهم بداخلهم فترك لهم المخرج هنا ذاكره جديده لاشخاص عايشوها نقلها لاذهانهم من خلال الفن المسرحى

## اماكن عرضها
تقدمت المسرحية في العديد من الأماكن العامة والخاصة فعرضت امام السفارات والقنصليات وفي العديد من الدول الغربية مثل إسبانيا وباريس وعرضت في الشوارع والميادين العامة ويكون العرض فيه القليل من الأدوات المستخدمة سهله الحمل والتنقل بها ومؤخرا عرضت المسرحية في جوله اوروبيه ما بين فرنسا وإسبانيا وعرضت على خشبه مسرح (Teatro Ensalle) في غاليسيا مدينة فيغو بشمال إسبانيا تسببت أماكن العرض تلك إلى ضجه حيث تناولت العديد من وسائل الإعلام الحديث عن هذا العرض الذي قدم امام أماكن هي الأكثر جرائه وتعبيرا عن حريه الرأى فكان اختيار المكان مساعدا لترويج رساله هذا العمل.

## أهم التواريخ التي تم فيها تقديم هذه المسرحية
قدمت هذه المسرحية في جولات تهدف إلى دعم القضية الفلسطينية والمسجدالأقصى وحقوق الشعب الفلسطيني حيث تتحدث عن القضية الفلسطينية من قبل 48 حتى يومنا هذا بداء الإسطنبولى عرض هذا العمل أثناء العدوان على غزة في بيروت في الشوارع والساحات العامة وامام القنصليات والسفارة الاميريكيه وفي المخيمات الفلسطينية والجامعات في لبنان وسوريا كما عرضت في مهرجان دعم غزة عام 2008 ومهرجان يوم الارض 2010 وبذكرى النكبة مؤخرا في العاصمة الإسبانية مدريد.

## الهدف من هذا العمل
ويعتبر الإسطنبولى ان هذه العروض تثبت أهمية نقل القضية الفلسطينية للغرب من خلال الفن والمسرح نقل الحياة داخل فلسطين تحت الحصار الاإسرائيلى واهميه التفاعل الثقافى بمختلف الميادين لتوصيل تلك القضية للعالم بجانب دعم الشعب الفلسطيني ونصرته.

## تساؤلات طرحتها المسرحية
طرح الإسطنبولى من خلال عمله العديد من التساؤلات جاء معظمها بنبره سخريه والاخر بصيغه استفهاميه منها الوجودية ومنها الفلسفيه
- لماذا يخلق الناس بالحرب؟
- اين العرب ولماذا لم يحرروا فلسطين؟
- من معهم ومن عليهم وهل العرب معهم؟
- كيف أصبحت فلسطين ملك الغير؟
- لم يكتفى العالم بالمشاهدة والبكاء؟

## أسماء شخصيات عامه تم ذكرها في العمل
- كوندليزا رايس
- هيلاري كلينتون
- كوفي عنان
- ليبرمان
- ايهود باراك
- شارون
- تسيبي ليفني

## أسماء بلاد تم ذكرها في العمل
- مصر
- الأردن
- السعودية
- بريطانيا
- إسرائيل
- الولايات المتحدة الإمريكية